# Rzeczyca (stacja kolejowa)
Rzeczyca – stacja kolejowa w pobliżu Rzeczycy Ziemiańskiej, w powiecie kraśnickim, w województwie lubelskim w Polsce.
Jest to ostatnia stacja na linii na terenie województwa lubelskiego. Została zelektryfikowana i zmodernizowana w latach 2018–2019. Wyremontowano wówczas tory nr 1 i 3, rozjazdy, wymieniono podrozjazdnice, a także dwa jednokrawędziowe perony zostały zastąpione nowym peronem wyspowym. Wtedy też ruch pociągów został wstrzymany aż do końca marca 2019, kiedy to remont stacji dobiegł końca. Nadal posiada ona 3 tory główne, a także jeden tor boczny przy rampie i placu ładunkowym. Do czasu modernizacji istniał jeszcze jeden tor boczny, jednak został zdemontowany. Stacja, wraz z zaporami na przejeździe kolejowo-drogowym od strony Zaklikowa, będzie wkrótce obsługiwana z Lokalnego Centrum Sterowania w Szastarce, podobnie jak stacja Kraśnik.

## Ruch pasażerski
| Rok  | Wymiana pasażerska na dobę |
| ---- | -------------------------- |
| 2017 | 10-19                      |
| 2022 | 10-99                      |